# Tabia
Tabia (în arabă طابية) este o comună din provincia Sidi Bel Abbès, Algeria.
Populația comunei este de 5.761 de locuitori (2008).